# Nancye Wynne Bolton

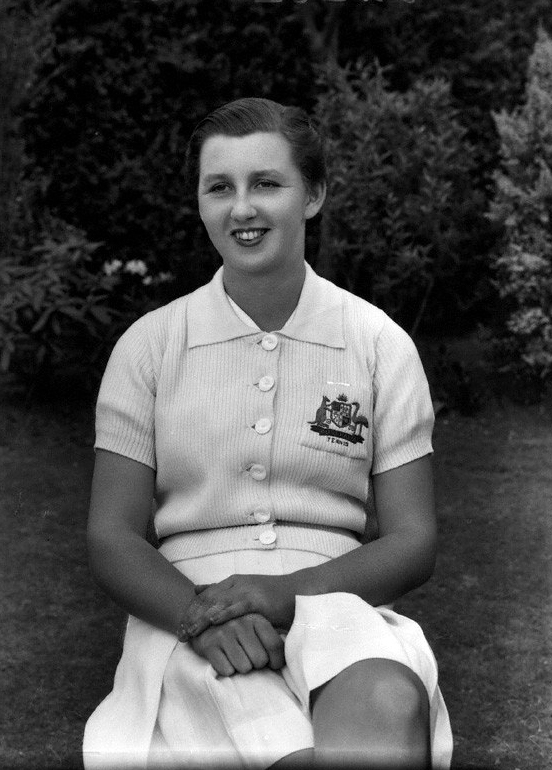
Nancye Wynne Bolton (1938)

Nancye Wynne Bolton, född 10 juni 1916 i Melbourne, Australien, död 9 november 2001 i Melbourne, var en australisk högerhänt tennisspelare. Nancey Wynne Bolton rankades bland världens 10 bästa tennisspelare 1938 och 1947–1949, de tre sista åren som världsfyra. 
Nancey Wynne Bolton upptogs 2006 i International Tennis Hall of Fame.

## Tenniskarriären
Wynne Bolton vann under karriären 20 Grand Slam-titlar i Australiska mästerskapen, vilket är näst bästa notering efter landsmaninnan Margaret Smith Court med 21 titlar i mästerskapen.
Hon innehar rekord i antal vunna dubbeltitlar i Australiska mästerskapen (10), alla vunna i par med australiskan Thelma Coyne Long. Hon delar rekordet i antal vunna mixed dubbel-titlar (fyra) i turneringen med paret Nell Hopman/Harry Hopman. 
Wynne Bolton vann under perioden 1937–1951 sex singeltitlar i Australiska mästerskapen. Säsongerna 1940, 1947 och 1948 vann hon dessutom en "triple crown", det innebär seger i såväl singel, dubbel och mixed dubbel. Redan som 22-åring nådde hon 1938 som första australiska singelfinalen i Amerikanska mästerskapen. Hon förlorade den mot Alice Marble med siffrorna 0-6, 3-6. År 1947 spelade hon i Wimbledonmästerskapen och nådde kvartsfinal i singel och final i mixed dubbel, den senare med Colin Long. Paret förlorade mot John Bromwich/Louise Brough med 6-1, 4-6, 2-6.

## Spelaren och personen
Nancey Wynne Bolton var en storväxt person som spelade med kraftfulla grundslag i högt tempo i klass med landsmaninnan Margaret Smith Court. Hon spelade med grace och slog rena slag, men ibland var hennes timing sämre, med missar som följd. Hon spelade under långa perioder, till följd av andra världskriget, uteslutande i Australien, men hade annars med stor sannolikhet vunnit titlar också i de övriga GS-turneringarna.

## Grand Slam-titlar
- Australiska mästerskapen
  - Singel - 1937, 1940, 1946, 1947, 1948, 1951
  - Dubbel - 1936, 1937, 1938, 1939, 1940, 1947, 1948, 1949, 1951, 1952
  - Mixed dubbel - 1940, 1946, 1947, 1948